# Байки Мэтра
«Мультачки: Байки Мэтра» (англ. Cars Toons: Mater's Tall Tales) — американский мультсериал, основанный на мультфильме «Тачки». Главными персонажами на протяжении всего мультсериала являются Мэтр, выступающий в роли рассказчика, и Молния Маккуин, выступающий в роли слушателя. Первая серия вышла 27 октября 2008 года. Последняя на 3 сезона вышла 5 июня 2012 года. Снято на 11 эпизодов.
К серии не относится короткометражный мультфильм «Мэтр и Призрачный Свет» (англ. Mater and Ghostlight) (2006).

## Сюжет
Каждый эпизод начинается фразой Мэтра: «Что ни байка, то быль!» и сделан по формуле классической байки: Мэтр рассказывает Молнии Маккуину о каком-либо эпизоде из своей жизни. Действие перемещается в место, где был Мэтр в этот момент. Практически во всех байках Мэтр попадает в затруднительную ситуацию. Оказывается, что Молния тоже является участником происшествия, и всякий раз чемпион гонок помогает Мэтру выпутаться из проблемы (и при этом сам нередко оказывается в беде). Молния не верит в байки Мэтра, но в конце каждой серии ему приходится убеждаться в их правдивости, например, когда в реальной жизни перед ним появляются персонажи баек.
Миа и Тиа, являясь в полнометражном мультфильме поклонницами Молнии Маккуина, в «Байках Мэтра» становятся поклонницами Мэтра. Немаловажную роль в байках играют вилочные погрузчики, похожие на Гвидо.

## Персонажи

### Главные герои
- Мэтр (англ. Mater) — владелец буксирной службы и штрафстоянки. Главный герой баек. По собственным словам, когда врёт, то всегда плачет. Правда это или нет, не знает никто.
- Молния Маккуин (англ. Lightning McQueen) — гонщик, чемпион гонок, лучший друг Мэтра.
- Миа и Тиа (англ. Mia and Tia) — близняшки, поклонницы Мэтра и Молнии Маккуина (в прошлом Чико Хикса).

### Второстепенные персонажи
- Шланг (англ. Red) — пожарный грузовик, который служит в качестве местного пожарного в городке Радиатор-Спрингс. Появляется в эпизоде «Мэтр — Команда спасения».
- Филмор (англ. Fillmore) — микроавтобус-хиппи. В некоторых эпизодах является безмолвным слушателем.
- Сержант (англ. Sarge) — джип-военный. В некоторых эпизодах является безмолвным слушателем.
- Шериф (англ. Sheriff) — единственный полицейский Радиатор-Спрингс. Появляется в эпизоде «Токио Мэтр».
- Луиджи (англ. Luigi) — владелец магазина Касса Делла Шина. Партнёр Гвидо, в некоторых эпизодах является безмолвным слушателем.
- Гвидо (англ. Guido) — вилочный погрузчик. Поёт караоке в серии «Мэтр-металлист». В начале серии «Аэро-Мэтр» Мэтр учит его летать.
- Лиззи (англ. Lizzie) — является владельцем Сувенирной лавки Радиатор-Спрингс, а также женой Стэнли. Появляется в эпизоде «Мэтр-Машина Времени».
- Фло (англ. Flo) — владеет единственной в Радиатор-Спрингс заправкой «Фло-Кафе „Восьмёрка“». Появляется в серии «Детектив Мэтр». Многие байки рассказываются около её кафе.
- Рамон (англ. Ramon) — муж Фло, а также владелец местного Салона боди-арта в городке Радиатор-Спрингс. В некоторых эпизодах является безмолвным слушателем.
- Поршняк (англ. Boost) — лидер банды стритрейсеров, он гоняется по Радиаторам-Спрингс вместе с Ди-Джеем и Винтецом, после чего за ними гонится Шериф. Появляется в эпизоде «Токио Мэтр».
- Ди-Джей (англ. DJ) — один из членов банды стритрейсеров, вместе с Поршняком и Винтецом безрассудно дрейфуют по главной дороге города Радиатора-Спрингс, после чего за ними гонится Шериф. Позже, Ди-Джея можно увидеть в группе автомобилей, которые окружают Мэтра после его победы над Кабуто. Появляется в эпизоде «Токио Мэтр».
- Винтец (англ. Wingo) — является членом банды стритрейсеров. Он гоняется по Радиаторам-Спрингс вместе с Ди-Джеем и Поршняком, после чего за ними гонится Шериф. Появляется в эпизоде «Токио Мэтр».
- Мэйтрон (англ. Maitron) — НЛО в байке «Неопознанный летающий Мэтр».
- Кабуто (англ. Kabuto) — гонщик-дрифтёр в байке «Токио Мэтр».
- Роджер (англ. Roger) — шаттл в байке «Мэтр на Луне». На самом деле космические челноки не летали к Луне.
- Имполо 13 (англ. Impolo 13) — астронавт, застрявший на Луне и спасённый Мэтром, осуществившим операцию «Луношлёп». Появляется в байке «Мэтр на Луне».
- Корсар (англ. Corsair) — пилот-ас, появляется в байке «Аэро-Мэтр». В Корсаре можно узнать Шкипера из мультфильмов «Самолёты» и «Самолёты 2: Огонь и Вода».
- Стэнли (англ. Stanley) — автомобиль — основатель Радиаторс-Спрингс. Памятник ему стоит на площади в фильмах «Тачки» 1, 2, 3. Появляется в серии «Мэтр-Машина Времени».

## Эпизоды

### Сезоны
| Сезон | Количество эпизодов | Дата выхода первой серии | Дата выхода последней серии |
| ----- | ------------------- | ------------------------ | --------------------------- |
| 1     | 4                   | 27 октября 2008 года     | 12 декабря 2008 года        |
| 2     | 5                   | 20 ноября 2009 года      | 2 ноября 2010 года          |
| 3     | 2                   | 1 ноября 2011 года       | 5 июня 2012 года            |

### Описание эпизодов

#### Первый сезон
- Все серии впервые показаны на Toon Disney.

| # | Название                                     | Описание | Роль Мэтра       | Дата выхода                                                         | Код производителя |
| - | -------------------------------------------- | --- | ---------------- | ------------------------------------------------------------------- | ----------------- |
| 1 | Мэтр — Команда спасения (Rescue Squad Mater) | Мэтр рассказывает о том, как он работал в службе спасения и тушил пожар. Молния получил ожоги при пожаре, его доставили в больницу, где Мэтр оказался ещё и доктором. | Пожарный; доктор | 27 октября 2008 года                                                | 101               |
| 2 | Мэтр Каскадёр (Mater the Greater)            | Мэтр рассказывает о своём каскадёрском прошлом. Он собирал ротозеев стадионами. Однако прыжок через Карбюраторный каньон он совершил вместе с Молнией. | Каскадёр         | 28 октября 2008 года                                                | 102               |
| 3 | Эль Мэтрдор (El Materdor)                    | Мэтр рассказывает о своей работе на бульдозерной корриде. И кому же, как не Молнии Маккуину, быть его помощником? | Тореадор         | 29 октября 2008 года                                                | 103               |
| 4 | Токио Мэтр (Tokyo Mater)                     | Мэтр буксирует один автомобиль в Японию, где волею случая становится участником гонки против Кабуто, гонщика-дрифтёра. Молния поможет не только избавить Мэтра от ниндзей Кабуто, но и догнать Кабуто. В одном из эпизодов серии, в кафе, куда случайно заносит Мэтра, можно заметить героев мультфильма «Корпорация монстров» Салли и Майка в виде машинок. Вся серия является пародией на фильм «Тройной форсаж: Токийский дрифт». | Гонщик-дрифтёр   | 12 декабря 2008 года (показан перед полнометражным фильмом «Вольт») | 104               |

#### Второй сезон
- Все эпизоды были впервые показаны на Disney Channel.

| # | Название                                                               | Описание | Роль Мэтра       | Дата выхода              | Код производителя |
| - | ---------------------------------------------------------------------- | --- | ---------------- | ------------------------ | ----------------- |
| 5 | Н. Л. М. (Неопознанный летающий Мэтр) (UFM: Unidentified Flying Mater) | Мэтр знакомится с Н. Л. О. по имени Мэйтрон. Вместе они развлекаются, пугают спящие тракторы, при этом Мэйтрон делает круги на поле в виде шестерёнок. Мэйтрон учит Мэтра летать. Затем учёные забирают Мэйтрона для опытов и увозят на вертолёте на базу «Parking Area 51» (пародия на таинственную Зону 51) и помещают в ангар № 18 (Hangar No. 18) (пародия на фильм Ангар 18). Молния помогает Мэтру освободить нового друга. Троим приходится убегать от военных, пока не появляется мать Мэйтрона (корабль-матка) и спасает троицу. При этом Молния произносит фразу: «Какой восторг!» (пародия на фильм «Близкие контакты третьей степени»). | Друг НЛО         | 20 ноября 2009 года      | 201               |
| 6 | Мэтр — Великий рестлер (Monster Truck Mater)                           | Мэтр становится известным как рестлер Кувалдомэтр. Молния Маккуин поможет ему завоевать титул чемпиона. | Рестлер          | 30 июля 2010 года        | 202               |
| 7 | Мэтр Металлист (Heavy Metal Mater)                                     | Мэтр и его группа становятся известными благодаря хиту «Дыньг-Даньг» (В оригинале «Dad Gum»). Во время записи они случайно изобретают хеви-метал. Молния споёт с ним, и они навсегда войдут в историю рок-музыки. Сюжет и атрибутика намекают на историю группы Black Sabbath. | Рок-звезда       | 8 октября 2010 года      | 203               |
| 8 | Мэтр на Луне (Moon Mater)                                              | Мэтр спасает астронавта Импала 13, застрявшего на Луне. Молния вместе с ним летает в космосе. Имя космонавта Импала — «Chevrolet Impala», а номер 13 отсылает зрителя к истории космического корабля Аполлон-13. | Астронавт        | 2 ноября 2010 года (DVD) | 204               |
| 9 | Мэтр Детектив (Mater Private Eye)                                      | Мэтр расследует дело о пропаже Мии в клубе криминального авторитета. Молния поможет расследовать это дело. Серия является пародией на нуар-фильмы. | Частный детектив | 2 ноября 2010 года (DVD) | 205               |

#### Третий сезон
| #  | Название                                | Описание | Роль Мэтра                | Дата выхода              | Код производителя |
| -- | --------------------------------------- | --- | ------------------------- | ------------------------ | ----------------- |
| 10 | Аэро-Мэтр (Air Mater)                   | Мэтр попадает в городок, наполненный самолётами, учится летать у аэроплана Корсара и становится одним из участников авиашоу. Когда Мэтр терпит крушение, на помощь прилетает Молния. | Пилот-ас                  | 1 ноября 2011 года (DVD) | 301               |
| 11 | Мэтр-Машина Времени (Time Travel Mater) | Мэтр и Молния отправляются в 1927 год, где они встречаются со Стэнли, автомобилем, основавшим Радиаторс-Спрингс. Серия является пародией на трилогию «Назад в будущее».              | Путешественник во времени | 5 июня 2012 года         | 302               |